# 피터 제이컵슨
피터 제이컵슨(Peter Jacobson, 1965년 3월 24일 ~ )은 미국의 배우이다.

## 출연 작품
- 더 골드핀치 (2019)
- 콜로니 (2016)
- 베터 리빙 스루 케미스트리 (2014)
- 브라이티스트 스타 (2013)
- 화이트 하우스 다운 (2013)
- 더 레이스 (2011, And They're Off)
- 카 2 (2011)
- 로열 페인즈 1 (2009)
- 프렙 & 랜딩 (2009)
- 스타터 와이프 (2008)
- 할리우드 폭로전 (2008)
- 미드나잇 미트 트레인 (2008)
- 퍼플 바이올렛 (2007)
- 트랜스포머 (2007)
- 셧 업 앤 싱 (2006)
- 로스트 룸 (2006)
- 달콤한 백수와 사랑 만들기 (2006)
- 도미노 (2005)
- 굿나잇 앤 굿럭 (2005)
- 하우스 M.D. (2004)
- 스트립 서치 (2004)
- 희망과 신념 (2003)
- 파이프 드림 (2002)
- 페스 투 워 (2002)
- 쇼타임 (2002)
- 61＊ (2001)
- 히트 앤 런어웨이 (1999)
- 메아리 찾기 (1999)
- 루비보다 값진 것 (1998)
- 시빌 액션 (1998)
- 위대한 유산 (1998)
- 모세가 된 사나이 (1997)
- 이보다 더 좋을 순 없다 (1997)
- 컨스피러시 (1997)
- 당신에게 일어날 수 있는 일 (1994)
- 법과 질서 (1990)